# Osteotomía
La osteotomía es una operación en la que se practican cortes en un hueso, de forma que el cirujano puede efectuar cambios en su posición. Puede practicarse una osteotomía para alargar o acortar una pierna, o para corregir curvaturas o angulaciones de las piernas. También es útil para colocar correctamente los fragmentos de un hueso fracturado. Se realiza bajo anestesia general.
Puede efectuarse una osteotomía en las operaciones de cadera para alterar la posición del fémur; esto puede ser de utilidad en el tratamiento de la osteoartritis de cadera. Sin embargo, suele ser más eficaz en muchos casos la sustitución total de la articulación de la cadera por una articulación artificial.